# Abdi Bile

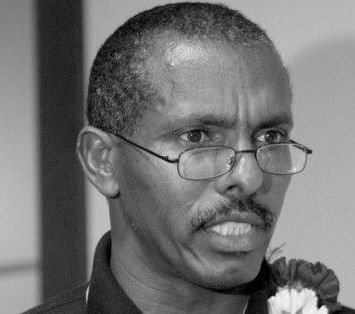
Abdi Bile (2019)

Abdi Bile (Abdi Bile Abdi, somalisch Cabdi Bile Cabdi; * 28. Dezember 1962 in Las Anod) ist ein ehemaliger somalischer Mittelstreckenläufer, der 1987 Somalias erster Weltmeister in einer Sportart überhaupt wurde.
Abdi wurde als erstes von 15 Kindern des Nomaden Bile Abdi aus der Umgebung von Las Anod geboren und wuchs mit seinen Geschwistern bei seinem Onkel Mohammed Abdi, einem Polizeioffizier, in der Stadt Las Anod auf. Als Jugendlicher spielte er Fußball.
Sein Lauftalent wurde entdeckt, als er 18 Jahre alt war. 1983 ging er in die Vereinigten Staaten, wo er ein Studium an der George Mason University begann und von John Cook trainiert wurde.
Bei den Olympischen Spielen 1984 in Los Angeles kam er über 800 Meter ins Viertelfinale und über 1500 Meter ins Halbfinale.
Seinen größten Erfolg errang er bei den Weltmeisterschaften 1987 in Rom, bei der er Gold im 1500-Meter-Lauf mit einer Zeit von 3:36,80 min gewann.
Aufgrund von Verletzungen verpasste er die Qualifikationen für die Olympischen Spiele 1988, die Weltmeisterschaften 1991 und die Olympischen Spiele 1992.
Bei den Weltmeisterschaften 1993 in Stuttgart gewann er Bronze über 1500 Meter in 3:35,96 min und schied über 800 Meter im Vorlauf aus. 1995 in Göteborg scheiterte über 1500 Meter im Vorlauf, und zum Abschluss seiner Karriere wurde er bei den Olympischen Spielen 1996 in Atlanta Sechster in 3:38,03 min.
Abdi Bile ist 1,85 m groß und wog während seiner aktiven Laufbahn 75 kg. Er hat einen Studienabschluss in Marketing-Management und kehrte 2008 nach 19 Jahren, die er in den Vereinigten Staaten gelebt hatte, nach Somalia zurück, um in seinem vom Bürgerkrieg zerrütteten Heimatland als Trainer des Leichtathletikverbandes zu wirken. Er stammt aus demselben Clan wie der US-amerikanische Langstreckenläufer Abdihakem Abdirahman.

## Persönliche Bestleistungen
- 800 m: 1:43,60 min, 16. August 1989, Zürich
- 1000 m: 2:14,50 min, 13. September 1989, Jerez de la Frontera
- 1500 m: 3:30,55 min, 3. September 1989, Rieti
- 1 Meile: 3:50,67 min, 22. Juli 1994, Oslo
- 3000 m: 7:42,18 min, 21. August 1994, Köln